# Eleotridae

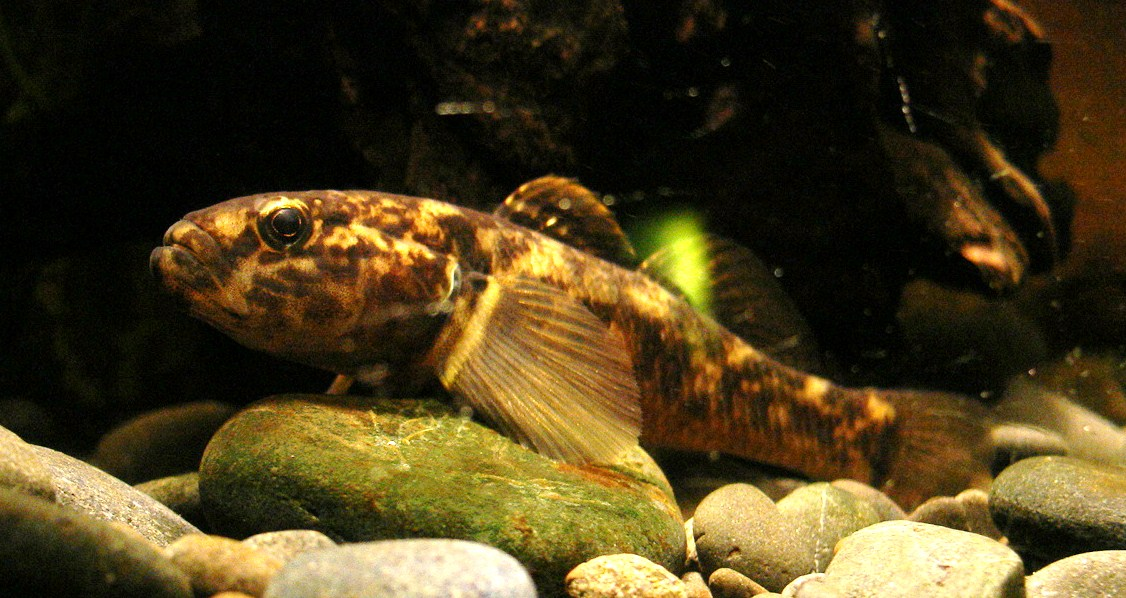
Gobiomorphus cotidianus.

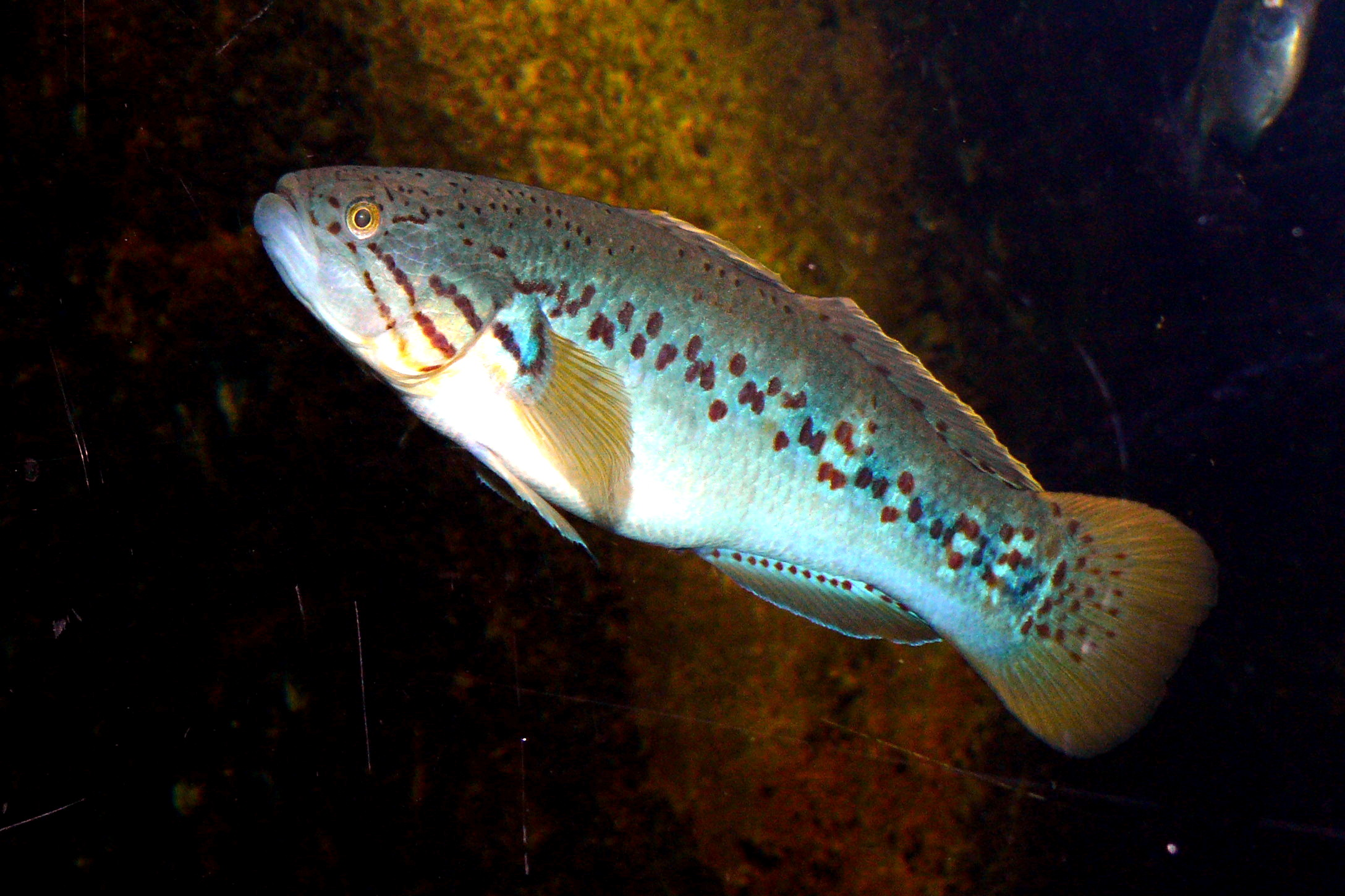
Mogurnda adspersa.

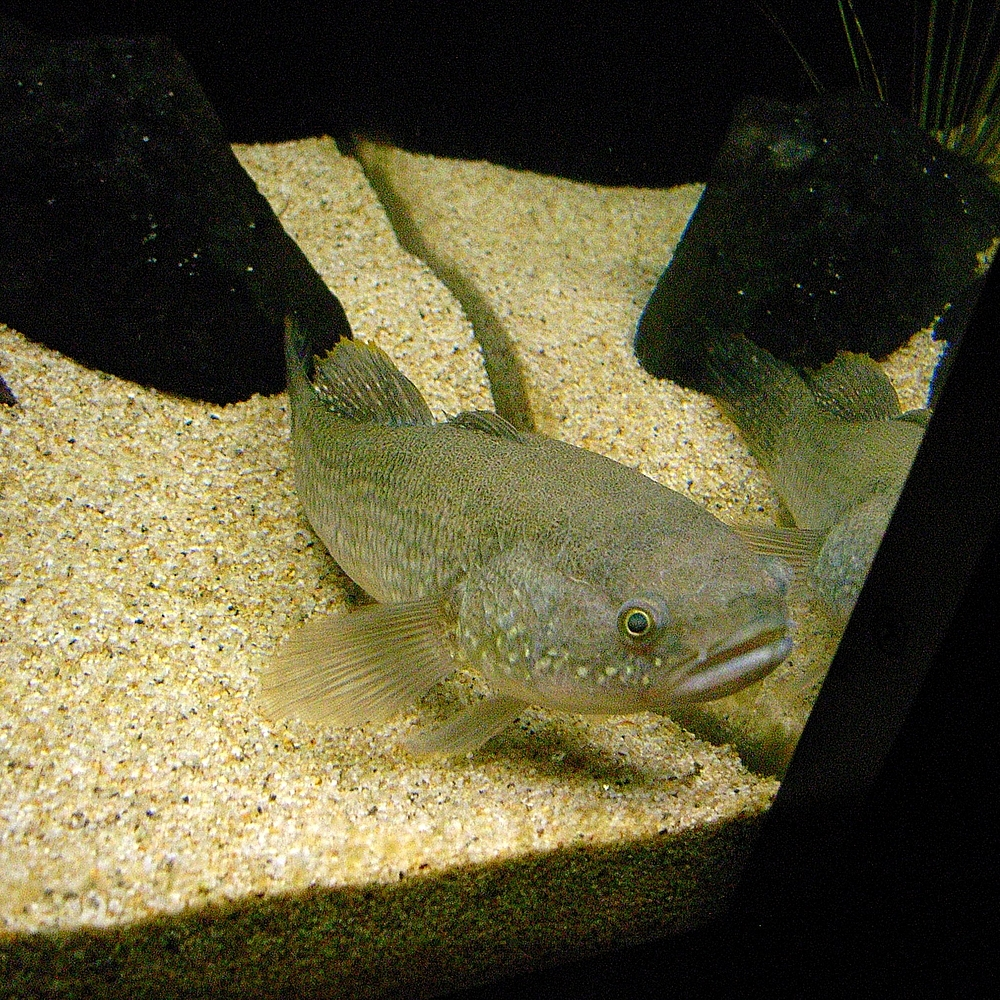
Ophieleotris aporos.

Los eleótridos (Eleotridae) son una familia de peces incluida en el orden Perciformes, con especies tanto marinas como de agua dulce, distribuidas por áreas tropicales, subtropicales y más raramente templadas. Su nombre procede del griego eleotris, el nombre de un pez del río Nilo.
Tienen las aletas pélvicas separadas o fusionadas en diversos grados, con 2 a 8 espinas flexibles en la aleta dorsal. La boca en ninguna de las especies está subterminal.
La longitud máxima es de 60 cm, comunicada para Dormitator maculatus.

## Géneros
Existen unas 150 especies agrupadas en unos 35 géneros:
- Batanga (Herre, 1946)
- Belobranchus (Bleeker, 1857)
- Bostrychus (Lacepède, 1801)
- Bunaka (Herre, 1927)
- Butis (Bleeker, 1856)
- Calumia (Smith, 1958)
- Dormitator (Gill, 1861)
- Eleotris (Bloch y Schneider, 1801)
- Erotelis (Poey, 1860)
- Fagasa (Schultz, 1943)
- Giuris (Sauvage, 1880)
- Gobiomorphus (Gill, 1863)
- Gobiomorus (Lacepède, 1800)
- Grahamichthys (Whitley, 1956)
- Guavina (Bleeker, 1874) - Guavinas del Atlántico.
- Hemieleotris (Meek y Hildebrand, 1916)
- Hypseleotris (Gill, 1863)
- Incara (Rao, 1971)
- Kimberleyeleotris (Hoese y Allen, 1987)
- Kribia (Herre, 1946)
- Leptophilypnus (Meek y Hildebrand, 1916)
- Microphilypnus (Myers, 1927)
- Milyeringa (Whitley, 1945)
- Mogurnda (Gill, 1863)
- Odonteleotris (Gill, 1863)
- Ophieleotris (Aurich, 1938)
- Ophiocara (Gill, 1863)
- Oxyeleotris (Bleeker, 1874) - Guavinas indonesias.
- Parviparma (Herre, 1927)
- Philypnodon (Bleeker, 1874)
- Pogoneleotris (Bleeker, 1875)
- Prionobutis (Bleeker, 1874)
- Ratsirakia (Maugé, 1984)
- Tateurndina (Nichols, 1955)
- Thalasseleotris (Hoese y Larson, 1987)
- Typhleotris (Petit, 1933)